# Сказки улицы Брока
«Сказки улицы Брока́» (фр. Contes de la rue Broca) — сборник сказок для детей, написанных Пьером Грипари и иллюстрированных Клодом Лапуантом. Впервые опубликованы в 1967 году. Неоднократно переиздавались. Сборник, состоящий из тринадцати сказок, имел успех у детей и на его основе были сняты мультфильмы.

## Контекст
Не все сказки улицы Брока происходят на самой улице. Лишь немногие из них действительно происходят именно там, зато во многих сказках персонажи иногда заходят на улицу Брока. Улица Брока формирует контекст этих сказок, позволяющий читателям иметь ориентир и поместить сказку в некоторую реальность.

## Повторяющиеся персонажи
1. Папаша Саид: Владелец бакалеи-бара на Улице Брока 69. Он также отец Башира. Он не герой сказок, но он присутствует в большинстве сказок: «Колдунья с улицы Муфтар»; «Скубиду, или Кукла, которая знала всё»; «Фея водопроводного крана»; «Добрый маленький чертёнок»; «Поросёнок-плутишка».
2. Башир: Сын Папаши Саида, он тоже присутствует в большинстве сказок. В сказке «Колдунья из чулана с мётлами», у него есть волшебные рыбы и он умеет разговаривать с мышью. В сказке «Колдунья с улицы Муфтар» он спасает свою сестру Надью от колдуньи и проявляет храбрость и хитрость. Он друг Господина Пьера.

Присутствует в: «Колдунья с улицы Муфтар»; «Скубиду, или Кукла, которая знала всё»; «Фея водопроводного крана»; «Люстюкрю»; «Колдунья из чулана с мётлами»; «Поросёнок-плутишка».
1. Господин Пьер: Главный персонаж сказки Колдунья из чулана с мётлами, он представляется рассказчиком сказки улицы Брока. Именно он создал сказку Люстюкрю.

Присутствует в: «Люстюкрю», «Колдунья из чулана с мётлами» (как персонаж). В большинстве сказок он присутствует в качестве рассказчика.

## Сказки

### Колдунья с улицы Муфтар
Колдунья узнаёт в газете колдуний как можно вновь стать молодой: нужно съесть маленькую девочку под томатным соусом, но имя девочки должно начинаться на букву Н. Колдунья решает съесть Надью, дочь Папаши Саида. Она неоднократно пробует поймать её в ловушку но ей не удаётся.
— Здравствуйте, папаша Саид.

— Здравствуйте, мадам. Что вы желаете?

— Девочку…

— Что?

— О, простите! Я хотела сказать — баночку. Банку томатного соуса.
Но колдунья наконец достигает цели, переодеваясь всеми продавщицами рынка улицы Муфтар, она запирает Надью в выдвижном ящике своей кассы. Младший брат Надьи, Башир, однако находит свою сестру с помощью одного моряка, который проходил через улицу Муфтар. Мальчик освобождает свою сестру и убивает колдунью.
Можно рассматривать эту сказку как пародию на «классическую» схему сказок, где принц спасает украденную принцессу. Законы сказок однако полностью изменены и в сказке соседствуют лёгкий юмор и мрачные темы.

### Великан в красных носках
Под землёй живёт скучающий высокий в три этажа Великан. Он решает жениться и выходит из земли, чтобы найти свою будущую жену. Высунув голову из земли, он входит в дом молодой девушки под имением Мирей. Великан влюбился в неё и просит её руки, но Мирей от страха убегает и Великан остаётся с другими жителями деревни. Священник говорит Великану, что он не может жениться на Мирей, потому что он слишком высокий для церкви. Великан спрашивает, существует ли решение, и священник ему советует встретиться с китайским магом. Великан отправляется в поездку, он едет в Китай, где он познакомился с магом, и потом в Рим, где он познакомился с Папой. Папа попросил помощь у Девы Марии, которой наконец удаётся уменьшить Великана.
- Ионг чочочо конг конг нго?

Что, по-китайски означало: «Это вы знаменитый чародей?» И волшебник почти в так же ему ответил:
— Ионг чочочо конг конг нго.
То есть: «Да, это я. А в чём, собственно, дело?»
(Известно, что китайцы могут всё выразить одними и теми же словами, только изменив интонацию.)
Благодаря их помощи Великану удаётся вернуться к Мирей. Там она говорит Великану, что она узнала всё то, что Великан сделал, чтобы ему можно было жениться на ней и принимает его предложение. И в тот же день празднуется свадьба!

### История пары туфель
Тина и Никола две влюблённые туфли, которые хорошо проживают жизнь, но однажды их покупает женщина. Туфли очень расстроились, потому что они не видят друг друга днём, поэтому они решают попробовать приблизиться друг к другу в каждых шагах их владелицы, которая с тех пор постоянно падает.
Сказано — сделано. Весь следующий день дама не могла ступить в новых туфлях и трёх шагов: её правая нога заплеталась за левую пятку, и каждый раз дама от неожиданности шлёпалась за землю.
Она с беспокойством пошла к врачу, который сначала подумал, что надо урезать правую ногу, а когда она пришла во второй раз, левую ногу. В конце концов женщина всё-таки узнаёт, что её туфли влюблены друг в друга и решает их сохранить и больше не носить. К сожалению, служанка женщины их ворует, но так как она тоже падает от каждого шага, она их даёт своей хромой племяннице, которая почти не ходит. Но Тина изнашивается быстрее, чем её пара и наконец обеих выбрасывают. В помойке их подбирают дети и прибивают к доске, чтобы пустить на воду и подарить этим туфлям, которые хорошо жили, свадебное путешествие.

### Скубиду, или Кукла, которая знала всё
Скубиду — резиновая кукла Башира и она обладает особой одарённостью. Когда покрывают её глаза, она может увидеть и будущее и прошлое. Башир, желающий велосипед, спрашивает свою куклу, когда отец его купит. Скубиду, зная, что эта идея нехорошая, в начале отказывает, но потом принимается помочь Баширу. Кукла заколдовывает Папашу Саида, который вопреки его воле весь день говорит о велосипеде. Он наконец понимает, что происходит, и просит Башира избавиться от куклы. Но перед тем, как уйти, Скубиду получает деревянные очки, чтобы она покрыла свои глаза сама без помощи. Скубиду так начинает долгое путешествие и через несколько дней она встречается с капитаном, который решает её взять её на корабль, чтобы она предсказывала погоду.
Скубиду надела очки и принялась выкладывать быстро, точно читала по книге. — В Гавре, дома, вас ждут жена и сын. В Сингапуре у вас есть другая жена с двумя детьми, жёлтыми. В Дакаре — третья, с шестью чёрными…
- Довольно! Хватит! Замолчи! — прервал её капитан. — Ни слова больше. Я беру тебя с собой.
Скубиду соглашается при условии, что получит деньги, чтобы купить Баширу велосипед, когда она вернётся. К сожалению, после длинного путешествия вокруг света капитан отказывается платить кукле и бросает её с очками в море, и её проглатывает акула. В желудке рыбы Скубиду находит и свои очки и устрицу, с большой жемчужиной. Кукла ей помогает, получает жемчужину и просит акулу довезти её до Парижа, проплыв через Сену. Скубиду даёт жемчужину Папаше Саиду, который наконец покупает Баширу новый велосипед.

### История любви одной картофелины
Однажды на кухне одного дома мальчик ворует картофелину и решает вырезать ей лицо. Теперь она способна слышать, видеть и говорить, но картошка жалуется на свою новую внешность, потому что она мечтала быть картошкой фри. Мальчик раздражается и выбрасывает картошку. На помойке она знакомится со старой гитарой, которая была тоже выброшена, потому что её владелец купил электронную гитару. Став друзьями, гитара и картошка разговаривают весь день, но какой-то бродяга их слышит и их подбирает, чтобы продать директору цирка, думая, что благодаря им он получит много денег. Картошка и гитара действительно становятся звёздами цирка, их спектакль имеет такой огромный успех, что картошку решает купить султан, чтобы жениться на ней. Картошка и гитара уходят из цирка и живут с султаном. С тех пор, как говорили об их свадьбе в газетах, никто не слышал о говорящих картошке и гитаре.

### Люстюкрю
Во времена древних римлян у одного варвара родился сын. К нему пришла Фея и предложила дать сыну бессмертие, при условии, что его имя будет Люстюкрю. Варвар принимает, думая что иметь такое имя не так уж страшно. Люстюкрю становится крепким человеком и его отправляют в Рим для воспитания и обучения. Там он показывает себя умным и талантливым, но из-за своего странного имени, его всегда записывают в списках дисциплин, как второго, чтобы первого не звали Люстюкрю. Но так как он не хочет быть вторым всю жизнь, Люстюкрю решает завоевать Галлию, чтобы стать известным. В пути он подбирает молодого нищего по имени Юлий Цезарь, который становится его лейтенантом. После того как Галлия была завоеванной, Люстюкрю пишет о своём подвиге и приказывает своему лейтенанту ехать в Рим, чтобы рассказать об этом сенаторам. Однако, когда Люстюкрю возвращается в Рим, он узнаёт что его имя было заменённым именем Цезаря, который гонит Люстюкрю из Рима и становится императором. В истории многие исторические случаи были на самом деле сделаны Люстюкрю, но к сожалению всегда изменяли его имя.
Люстюкрю наконец-то решает жить в маленькой деревне, где он влюбляется в свою соседку Мадам Мишель. Она тоже влюбилась в него, но узнав его имя она категорически отказывается выйти за него замуж. На следующий день, кот Мадам Мишель исчезает. Она зовёт на помощь и ей отвечает Люстюкрю. Он говорит, что он знает, где кот, потому что его захватил именно он, но он отдаст кота, только если Мадам Мишель согласится выйти за него замуж. Сначала она отказывается, но наконец принимает, думая, что имя Люстюкрю не так страшно. Чтобы праздновать событие, в деревне поют песенку дети, которую можно услышать ещё сегодня.

### Фея водопроводного крана
Забытая после прихода христианства, фея была заточена долгие годы в своём источнике. Но после того, как в этом источнике были проведены ремонтные работы она оказалась в водопроводном кране, на кухне одного дома. В этом доме живут две сестры с родителями, Мартина, жадная и невоспитанная девушка и Мария, полная её противоположность. Однажды вечером фея появляется перед Мартиной, она пришла на кухню выпить стакан воды, и просила варенье. Мартина, хотя она невоспитана, даёт ей, зная, что нельзя раздражать фею. В награду, фея дарит ей подарок: из каждых произнесённых слов будет падать жемчуженка. Сначала Мартина рада подарку, но в конце концов становится жертвой судьбы, потому что её родители заставляют её говорить целый день, чтобы заполнить вёдра жемчужинами.
«Теперь родители стали заставлять Мартину ругаться, сидя над салатницей. Сперва это приносило ей облегчение, но вскоре взрослые начали бранить её всякий раз, когда она говорила что-нибудь приличное. Через неделю девочка почувствовала, что жизнь её невыносима, и сбежала из дому.»
Сбежав из дому, молодая девушка была поймана жадным и жестоким человеком, который тоже заставляет её говорить целый день в свою пользу. Вторая сестра, видя несчастье Мартины, не подходит к крану, но поскольку она очень хочет пить, она больше не может сдержаться и открывает кран. Фея просит то же самое, что она попросила у Мартины, но Мария отказывается, не желая иметь судьбу своей сестры. Фея обижается и говорит, что с губ у Марии будет выскальзывать змея. Узнав несчастье дочери, родители ведут Марию к врачу. Врач работает в институте Пастера и желает жениться на молодой девушке, чтобы воспользоваться змеями для создания новых лекарств. А Фея с любопытством хочет узнать, как живут девушки, она понимает свою ошибку (озолотить злую девушку и проклясть добрую) и желает её исправить. Фея сначала вызывает волшебника, за которого она выходит замуж, отменяет свои волшебства и исчезает. Мартина возвращается к родителям, а Мария остаётся с любящим мужем.
Эта сказка — пародия сказки «Подарки Феи» Шарля Перро. В этой рассказе роли героев поменялись и были представлены в современном контексте, обманывая ожидания читателей. Эта сказка прекрасно воплощает идею старой сказки, перенесённой в современный мир.

### Добрый маленький чертёнок
Как видно из названия этой сказки речь идёт о маленьком, но, к сожалению, добром чертёнке.
- Ну, чем же я мог так провиниться, что у меня уродился такой сын? Как подумаю, что и я, и твоя мать многие годы жертвуем буквально всем, чтобы дать тебе плохое воспитание, чтобы подавать тебе исключительно плохие примеры, чтобы постараться сделать из тебя большого и злого черта! Так нет же! Вместо того, чтобы поддаваться всяким искушениям, этот господин решает, видите ли, задачки!
Чертёнка приговаривают к работе в угольной шахте, и ударом кирки он проваливается в парижское метро. Решившись стать добрым, чертёнок входит в мир людей и ищет помощи в достижении своей цели, но никто ему не помогает, и все разбегаются. В конце концов один священник советует ему пойти к Папе Римскому. Папа объясняет чертёнку, как отправиться в рай. Там чертёнок сдаёт три экзамена у маленького Иисуса, самого Бога и Девы Марии. Чертёнок сдаёт каждый экзамен, и, наконец, его принимают ангелы. Он сам становится ангелом, получает два белого крыла и ореол, к несчастью других чертей, которые с тех пор отказываются слышать о маленьком чертёнке.
Это единственная сказка, в которой говорится о христианской вере. Мораль этой сказки в том, что любой ребёнок может стать добрым и хорошим, если он этого пожелает.

### Колдунья из чулана с мётлами
Рассказчик и герой этой сказки сам Месье Пьер, который рассказывает свою собственную историю. За маленькую сумму Месье Пьер покупает новый дом, но этот дом оказывается домом с привидением. Действительно, в чулане с мётлами живёт старая колдунья, которая ночью появляется, если в доме говорится «Эй, колдунья, две ноги, ну-ка, зад побереги!». В начале Месье Пьер старается быть осторожным, и ему удаётся этого не говорить, но однажды ночью вернувшись домой пьяным, он, к сожалению, произносит волшебные слова и наконец встречает колдунью.
Рождественской ночью, после ужина с друзьями, я вернулся домой, когда часы пробили четыре часа. Я был немного навеселе и всю дорогу напевал: Эй, колдунья, две ноги, ну-ка, зад побереги !
Колдунья всё-таки даёт Месье Пьеру возможность выйти из положения: он должен осуществить три невозможных поступка. Если Колдунье не удаётся выиграть один из них, то она оставит его в покое. На следующий день Месье Пьер попросит помощи у молодого Башира, у которого якобы есть волшебные рыбы. Они помогают Месье Пьеру но два раза колдунье удаётся выиграть. Но, благодаря последному, Колдунья, захваченная в ловушку, превращается в волосатую лягушку и Месье Пьер её связывает и отрезает волосы, чтобы отнять у неё волшебное умение. Пьер дарит Баширу лягушку, которая с тех пор живёт в банке рядом с волшебными рыбами.

### Дом дядюшки Пьера
Два брата, один бедный, другой богатый, живут отдельно друг от друга. Но однажды бедного выгоняют из фермы, где он работал, и, так как у него нет дома, он с женой просятся пожить к богатому и жадному брату. Богатый брат, который живёт один в огромном доме, принимает брата с женой, но при условии, чтобы они каждый день ложились спать в девять часов и не выходили из комнаты до следующего утра. Бедный принимает условие, и так начинается их сожительство. Однако однажды вечером любопытная жена бедного брата решает увидеть то, что делает богатый брат ночью, и узнаёт, что каждую ночь он считает свои золотые деньги, которые лежат в железной коробке. Через несколько месяцев, богатый умер, его деньги и дом следовательно остаются в наследство бедному брату. Но, несмотря на поиски, бедному и жене не удаётся найти коробку с золотом. Ночью того же дня, жена и муж видят привидение мёртвого брата, который сам не знает, что он умер. Так как они не могут остаться, они покупают другой дом недалеко от первого дома и у них рождаются мальчик и девочка. Обоим говорят, что нельзя заходить в дом дядюшки Пьера, чтобы ему не надоедать. Но однажды вечером из-за бури, дети не смогли вернуться домой и решают пойти в дом дядюшки Пьера, чтобы укрыться. Дядюшка их задерживает, но, понимая, что они его племянники, он в конце концов принимает их на ночь.
Через несколько часов привидение просыпается от смеха девочки, которая смеётся видя, что она может сесть сквозь тело дядюшки. Пьер наконец понимает, что он на самом деле умер уже давно, и решает уйти из своего дома, чтобы покоиться с миром, оставив маленькую железную коробку.

### Принц Блюб и морская русалка
На отдалённом острове живёт принц, имя которого так длинно, что его звали просто Принц Блюб. Этот молодой принц играет каждый день на пляже с русалкой, которой он обещает жениться, когда он вырастет. Русалка его просит подождать до 15 лет, чтобы у него было время передумать. Однако принц остаётся уверен в своём выборе и в пятнадцатый день рождения он объявляет, что женится на русалке. Король беспокоится и просит помощи у капеллана двора, который гарантирует ему, что принцу нельзя жениться, потому что, если он женится на русалке, то станет водяным, будет бессмертным и не сможет отправиться в рай. Король таким образом решает захватить русалку и отправить сына далеко с острова, чтобы помешать браку. Так как русалка бессмертная, она даёт принцу волшебные слова, позволяющие ему позвать её в любом месте, при условии, что рядом есть вода. Затем она попадает в сети рыбаков и её отправляют на рыбный рынок. Принца отправляют в Россию, но несмотря на расстояние он вызывает русалку несколько раз, благодаря волшебным словам, но, в конце концов, его отправляют обратно на остров. Там, так как у них нет других решений, капеллан превращает Блюба в почтовую марку, вне всякого доступа к воде. Проходят годы, но принц всё ещё хочет жениться на русалке.
Каждое утро, перед тем как приняться за работу, король смотрел на марку и спрашивал:
- Ты всё ещё хочешь жениться на русалке?
И тихий голос отвечал:
- Да, и буду хотеть этого всегда!
К тому времени началась война, и на остров напали. В замке начался пожар. Король, слишком волновался за своего сына, он решает вернуться за маркой и готовится положить её в воду, чтобы спасти сына, но его слёз будет достаточно, чтобы принц Блюб присоедился к своей русалке. Позже, принц возвращается уже с рыбьим хвостом и спасает царство отца, обращаясь к морским существам, чтобы потопить корабли противников. Наконец, по советам русалки, королеве удалось родить нового преемника, который займёт место его родителей.

### Поросёнок-плутишка
Ребёнок Бог решает однажды вечером создать мир. После создания неба и земли, молодой Бог создаёт животных, людей, но быстро понимает, что небо, в отличие от земли, пусто. Он спрашивает жителей своего мира, кто хочет жить на небе. Ответов было много, и представились многие будущие созвездия, за исключением одного поросёнка, который был слишком занят поеданием желудей, и не слышал вопроса маленького Бога. На небе было решено, что дочь Солнца и Луны, Заря, снимает звезды (которые держат созвездия на небе), до того как поднимется солнце, чтобы они не сгорели. Поросёнок, обиженный, что его тоже не прицепили на небо, предлагает Заре помочь ей в её повседневной миссии. Он в итоге проглатывает Полярную звезду и убегает, к огорчению молодой Зари, которая не может отправиться за ним в догонку, её отец солнце уже начал показывать свои лучи. Поросёнок, чье тело сияет розовым светом, прибегает в Париж, на улицу Брока, в магазин Папаши Саида. Магазин пуст, две младшие дочери продавца, которые встречают поросёнка, прячут его в подвале. Заря, которая преследовала поросёнка по горячим следам, приходит, в свою очередь, в магазин, но не находит его. На следующий день, отругав свою дочь, Солнце, одетое в чёрное, тоже идёт в магазин и добирается, наконец, до маленького поросёнка. Чтобы найти полярную звезду, солнце вскрывает спину поросёнка и вынимает звезду, а затем превращает его в копилку. Он может снова стать поросёнком только когда снова станет заполнен. С тех пор поросёнок собирает чаевые от клиентов, но копилка никогда не будет заполнена, потому что дети время от времени вынимают оттуда монеты.

### Не-знаю-кто, не-знаю-что
У богатого купца было три сына, младшего из которых звали Неудачник, из-за его простодушия. Когда они стали взрослыми, три брата получили от отца сто монет и лодку, чтобы иметь возможность начать свой собственный бизнес. Если старшие используют деньги с умом, то Неудачник отдаёт свои сто монет детем, чтобы они отдали ему кота, которого они собирались утопить. Его приобретение, казалось бы бесполезное, послужило ему, однако, хорошо, когда он прибыл на остров, где он и его братья должны начать свою торговлю. Потому что ни одна кошка не проживает на острове, а остров кишит мышами. Неудачник получает три бочки золота от купцов, но он тратит деньги очень быстро, отдавая братьям и бедным. Наконец, от меняет свою лодку на ладан, который он зажёг для Бога, и к нему спустился с небес ангел. Он предлагает исполнить любое желание Неудачника, а тот, не имея идей, решил просить совет у трёх первых встречных. После встречи с третьем, его желание готово : иметь хорошую жену советчицу. На следующий день, он подбирает в лесу раненую голубку, которая превращается в женщину. Красивая и мудрая жена использует своё волшебство, чтобы построить замок для того, кого теперь называют Счастливый Везунчик. А тот идёт к королю, чтобы извиниться, что построил замок в его владениях. Но король сразу влюбляется в жену Везунчика и, под руководством своей матери, решает устранить его, чтобы забрать жену себе. Король задаёт несколько задач, невозможных для выполнения, но Везунчик, с помощью своей жены, выполняет их. Последняя задача, однако, оказывается более сложной. Король просит его пойти не знаю куда, найти не знаю кого и попросить не знаю что. Везунчик, выслушав советы своей супруги, отправился в путь. Он долго шёл, пока не достигнет края мира. Там находится дом, где он встречает старую женщину, которая, оказывается, матерью мудрой жены. Она созывает животных со всего мира, чтобы узнать, как пойти туда не знаю куда. Наконец, маленький лягушонок сказал, знает путь. Верхом на лягушке, увеличенном старухой, идиот прыгает за конец света и оказывается там, не знаю где. Там встречается я-не-знаю-кто, невидимый слуга, который решает следовать за ним и даёт ему я-не-знаю-что. С помощью я-не-знаю-что, идиот возвращается к своей жене, а затем к королю, которому он даёт я-не-знаю-что. Его отношение изменилось, он не хочет больше жену Счастливчика, а, наоборот, решает сделать его преемником. Только королева-мать сидит в своём углу, думая, что только она сохранила разум.

### Три желания Марианны
Десятилетняя Марианна живёт с мамой-вдовой и тетей. Они бедны и с трудом зарабатывают себе на жизнь. Марианна случайно освобождает заточенную в статуе на городском фонтане капризную и эксцентричную волшебницу Орландину. Волшебница поблагодарила её, починила волшебством её одежду и накормила в уличном кафе. Когда Марианна сказала, что в сказках джинны исполняют три желания спасителя — та ответила что добрые поступки не требуют благодарности и что все-равно такая жадная и глупая девочка никогда не сможет загадать хоть одно стоящее желание. В конце-концов Орландина поднимает с земли обычный камень, превращает его в кольцо с тремя жемчужинами и дарит Марианне, сказав что оно исполнит три её желания — надо только надеть его на указательный палец левой руки и произнести желание в слух. На прощание она посоветовала ей дождаться своего совершеннолетия, найти себе умного мужа и только тогда использовать желания. Марианна проснулась и ей произошедшее показалось сном. После бедного и скудного завтрака она вспомнила вчерашнюю трапезу во сне, а затем встретила одноклассницу, которую провожал в школу отец. На обратном пути она проходит мимо фонтана и видит, что на нём отсутствует статуя в которую была заточена Орландина, затем видит кафе в котором та угостила её ужином. Когда она зашла туда, её узнал хозяин и отдал ей кольцо, которое она вчера там забыла. Марианна опять увидела одноклассницу с отцом. Вернувшись домой она и застав там скудный ужин она ссориться с мамой и во время ссоры случайно опускает левую руку в карман и надевает кольцо в это время в запале говорит маме, чтобы та нашла себе богатого мужа чтобы они больше не голодали. Слишком поздно Марианна это заметила и сняла кольцо. Через неделю мама познакомилась с богатым господином Фурнье, через месяц она вышла за него замуж и переехали к нему. Он очень любит застолья и в его доме едят 6-7 раз в день. Всего за полгода Марианна становится очень толстой девочкой, ей уже тяжело самой ходить в школу — её подвозит месье Фурнье. Мама и тетя ужасно располнели и обленились и ни о чём ни думают кроме очередной трапезы. Через год Марианна случайно узнаёт что месье Фурнье — волшебник-людоед и что он откармливает своих жертв и съедает их. Марианна в ужасе сбегает из дома и пытается загадать желание — но её пальцы располнели так что она даже не может одеть кольцо. Задыхаясь от тяжести своего жира она из последних сил доходит до фонтана и зовёт Орландину. Та не окликается и она видит издали месье Фурнье. Марианна понимает что даже при всем желании она уже не сможет убежать и что дико голодна. Лишь когда между колдуном и ей остаётся шагов тридцать из набежавшего потока ветра материализуется Орландина, но она дружелюбно приветствует Фурнье и не замечает Марианну. Он говорит, что ему не особо нужна эта девчонка — но его милые свинки будут волноваться если этот поросеночек пропадёт. Орландина призывает с ярмарки поросёнка, превращает его в девочку неотличимую от Марианны и отдаёт Фурнье. Затем спрашивает, зачем её беспокоят ? Выслушав историю — она насмехается над полнотой, легкомыслием и ленью Марианны. Категорически отказывается помогать — так как Фурнье никогда и ни одну жертву не захватывал и не удерживал насильно. И издевательски сообщает что Марианне придётся спустить весь лишний жир, если ей так хочется спасти маму и тетю. Категорически отказывается либо уменьшить Марианну, либо увеличить кольцо. Затем сообщает — что Фурнье в еду добавляет специальное снадобье чтобы вызвать голод у жертв и нужно либо и дальше поглощать его еду, либо вытерпеть муки голода в течение 33 дней до прекращения его действия. Из последних сил Марианна встаёт на колени и умоляет о помощи. Орландина своей магией изменила ей черты лица и сообщила, что у неё есть примерно полгода прежде чем её мама располнеет до требуемых кондиций и что Марианне придётся спустить за это время свой жир чтобы её спасти. Марианну теперь зовут Изабо Вийетт и Орландина выдаёт себя за детского инспектора Мари Орландин и она помещает Марианну в колонию для трудных подростков. Там она вынуждена голодать, терпеть унижения и тяжкий труд. У неё воруют кольцо. Примерно через полгода Марианне удаётся бежать. Она добирается до дома господина Фурнье — мама и тетя стали просто ужасающе огромными и не узнают её в новом обличии, девочка-поросёнок похудела и стала подручной Фурнье, месье Фурнье узнал её и говорит что её маме осталось набрать всего несколько кг до.. . Марианна сбегает и случайно натыкается на своё кольцо в ломбарде. От отчаяния она крадёт его, но не успев даже его одеть попадает в полицию и сталкивается с Орландиной под видом Мари Орландин. Та ей сообщает, что её усилия напрасны так как кольца ей все равно не одеть — но сжалившись позволяет попробовать. Но с огромным трудом Марианна все-таки его одевает. Но она в замешательстве — какое желание загадать ? В самый последний момент она желает вернуть время в миг перед освобождением Орландины.
Она возвращается в этот момент, хочет просто пройти мимо статуи, но в последний момент все-таки освобождает Орландину из заточения…

## Другая информация о сказках

### Мультфильм
В 1995 году все тринадцать сказок улицы Брока были адаптированы в мультфильмах, а также и другие сказки из других книг Пьера Грипари. Рисунки мультфильма были сделаны по примеру оригинальных рисунков сказок Клода Лапуента.

### Песенка
Песенка в сказке Люстюкрю по-настоящему существует, но не происходит от сказки. На самом деле эта песенка очень стара и уже существовала в начале восемнадцатого века, как и персонаж Люстюкрю. Во Франции песенка очень известна, потому что её учат в детском саду.
| Французский текст | Перевод на русский язык |
| --- | --- |
| C’est la mère Michel qui a perdu son chat, Qui crie par la fenêtre à qui le lui rendra C’est le père Lustucru, qui lui a répondu : " Madame la mère Michel votre chat n’est pas perdu ! " Sur l’air du tra-la-la-la, Sur l’air du tra-la-la-la Sur l’air du tradéridéra et tra-la-la ! | Потеряла свою кошку мамаша Мишель, Которая кричит в окно, кто ей отдаст её. Отвечает кто? Папаша Люстюкрю: «Мамаша Мишель ваша кошка не исчезала!» Вместе поём тря-ля-ля-ля, Вместе поём традеридера и тря-ля-ля-ля! |